# Skin and Bones (Matthew-Shipp-Album)
Skin and Bones ist ein Jazzalbum von Matthew Shipp, Mark Helias und Gordon Grdina. Die am 30. September 2018 in den Afterlife Studios in Vancouver entstandenen Aufnahmen erschienen am 14. Juni 2019 auf Not Two Records.

## Hintergrund
Die Skin and Bones Music Series ist eine fortlaufende Reihe mit Veranstaltungen von Creative Music an verschiedenen Orten in und um die Stadt Kelowna in British Columbia. Bei diesen Konzerten traten sehr vielfältige Jazzmusiker auf, von Veteranen wie Peter Brötzmann bis zu den aufstrebenden Stars das Bjorn Kriel Trio. Zu den Haupt-Performern der Veranstaltungsreihe gehörte das Trio MGB mit dem Gitarristen und Oud-Spieler Gordon Grdina, Matt Mitchell und Jim Black. 2018 kehrte Grdina mit dem Pianisten Matthew Shipp und dem Bassisten Mark Helias zu einem Auftritt in Kelownas First United Church zurück. Ihr Album Skin and Bones hat seinen Titel von dieser Veranstaltungsreihe; es wurde aber in den Afterlife Studios, ebenfalls in British Columbia, aufgenommen. Gordon Grdina hatte zuvor mit Mark Helias zusammengearbeitet, jedoch war dies seine erste Aufnahme mit Matthew Shipp. Dies war auch das erste Mal, dass Mark Helias und Shipp zusammen aufnahmen.

## Titelliste

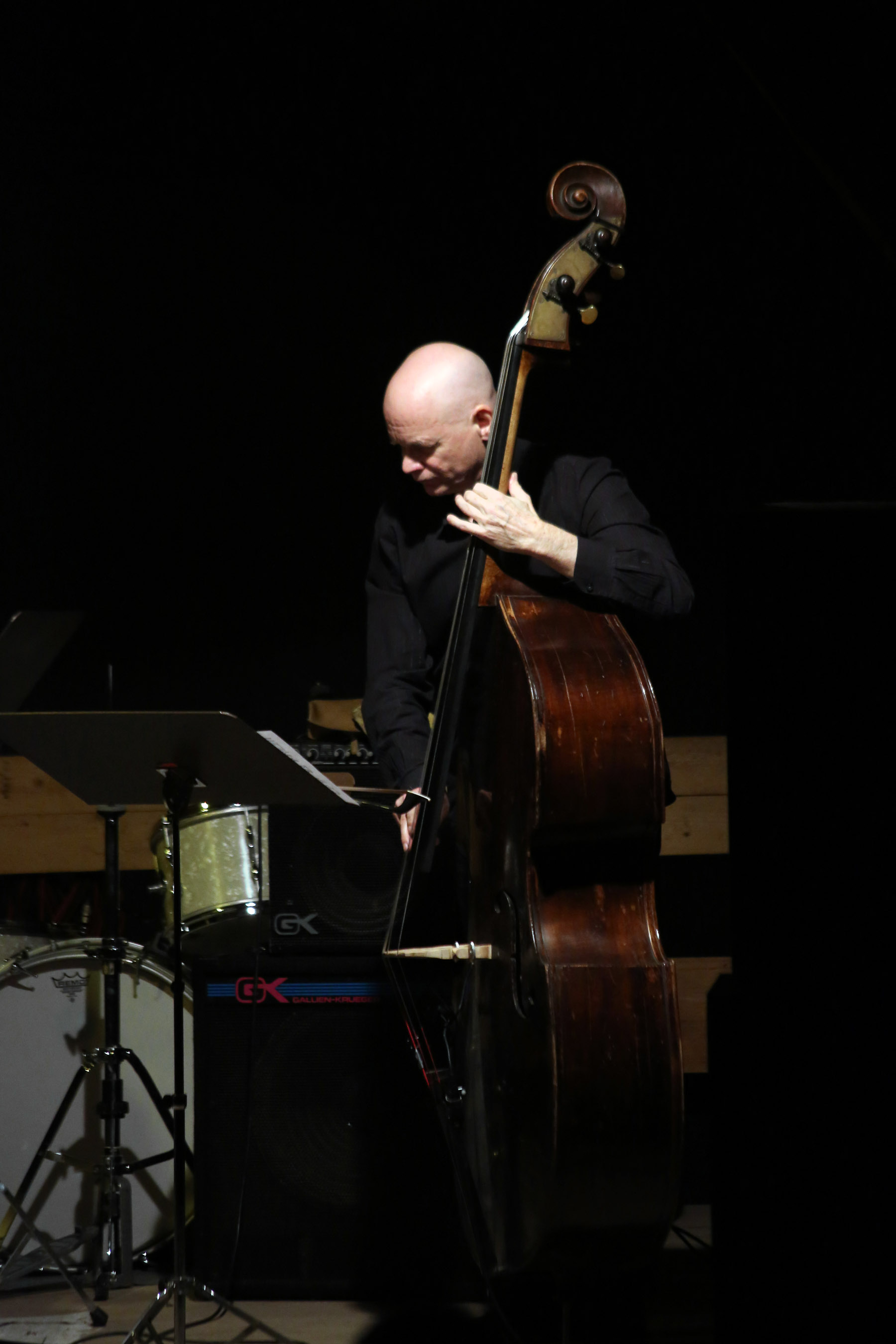
Mark Helias bei einem Konzert beim Kaleidophon 2013 Jazzatelier Ulrichsberg 2008

- Matthew Shipp / Mark Helias / Gordon Grdina Skin and Bones (Not Two Records MW987-2)

1. Bob and Weave 10:49
2. The Distance 13:32
3. Solitary Figure 11:51
4. Stick and Move 7:38
5. The Onslaught 10:45
6. Feather Weight 10:15
7. The Slip 9:15

## Rezeption
Nach Ansicht von Karl Ackermann, der das Album in All About Jazz rezensierte, sind die sieben Stücke auf Skin and Bones Echtzeit-Improvisationen. Das schlagzeuglose Trio vermittle eine dabei Dynamik, die – für die ersten vierzig Minuten dieses über siebzigminütigen Albums – den Mitgliedern den gleichen Stand verleihe. „Es gibt Interaktionen, Zug und Druck, aber die Kommunikation ist weniger argumentativ. Grdina und Shipp führen einen intelligenten Diskurs mit wenigen brutzelnden Wendepunkten.“
Nick Ostrum (Free Jazz Blog) wies darauf hin, dass die Titelbezeichnungen auf dem Album dem Boxsport entlehnt sind; Spannung und virtuose Schnelligkeit tauche natürlich auch in anfänglichen Tracks auf. Die meisten Stücke seien jedoch langsamer angelegt, kontemplativer und mitunter lyrischer Natur („Solitary Figure“). Und darüber hinaus enthalte dieses Album 72 Minuten absolut packende und absolut atemberaubende Improvisationen.